# Чарівне зерно
«Чарівне зерно» — радянський художній фільм-казка режисерів Валентина Кадочникова і Федора Філіппова, знятий на кіностудії «Мосфільм», вийшов на екрани в 1941 році.

## Сюжет
Богатир Майстер-На-Всі-Руки робить Андрійкові і Марійці цінний подарунок — чарівне зерно, яке повинно принести людям радість і достаток, якщо діти будуть міцно дружити і ретельно дбати про нього. Діти посадили зерно і чекають сходів, але їм протистоїть злий Кара-Мор. Він посилає армію шкідників-довгоносиків…

## У ролях
- Володимир Тумалар'янц —  Андрійко
- Ніна Заварова —  Марійка
- Володимир Грибков —  дід Всевед
- Іван Переверзєв —  Майстер На Всі Руки, богатир
- Галина Киреєвська —  тітка Катерина
- Олег Бант —  негреня
- Олексій Кельберер —  Кара-Мор
- Сергій Мартінсон —  Живоглот
- Степан Каюков —  Вітер

## Знімальна група
- Автор сценарію: Олексій Сімуков
- Режисери: Валентин Кадочников, Федір Філіппов
- Оператори: Борис Горбачов, Федір Фірсов
- Художник: Олексій Пархоменко